# 옥새상서

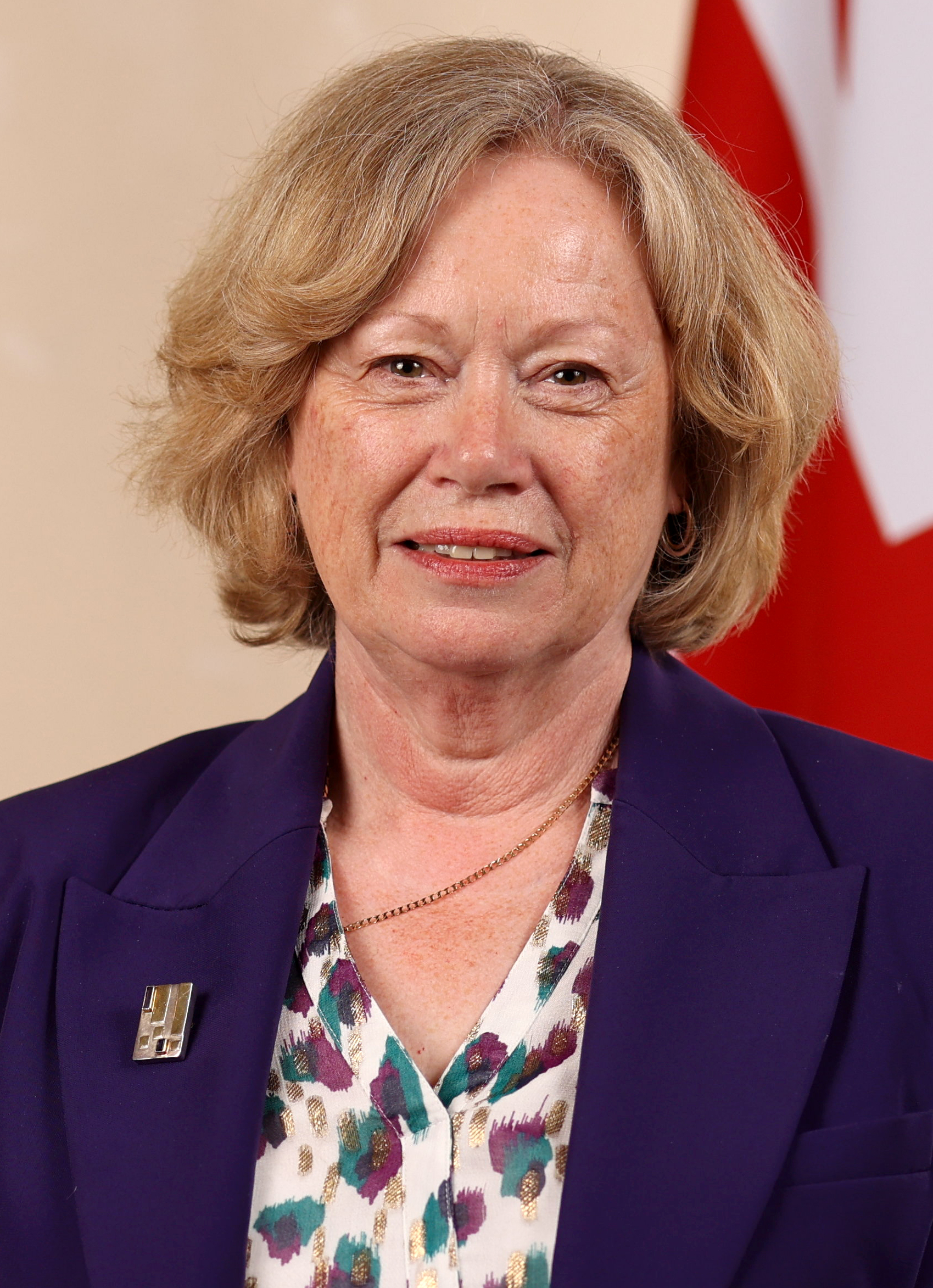
현직 옥새상서 스미스오브배질던 여남작
(2024년 7월 5일 취임)

옥새상서(Lord Privy Seal 또는 Lord Keeper of the Privy Seal)는 잉글랜드 왕국 정부, 그리고 1707년 이후 영국 정부의 전통 관직이다. 국왕의 옥새를 관리하고, 이와 관련된 행정 사무를 관장한다.
현임중인 옥새상서은 스미스오브배질던 여남작이며, 2024년부터 재임 중이다.

## 개요
원래는 ‘Privy Seal’은 군주의 사적인 인장을 관리하는 직책이었다. 이에 반해 1873년까지 국새(The Great Seal of State)는 대법관이 겸임하는 국새상서가 관리하고 있었다. 현재 옥새상서는 영국 정부에서 가장 오래된 직책 중 하나이다. 그러나 특별한 기능을 가지고 있지 않고, 무임소장관처럼 취급된다. 그 한직의 모습 때문에 에드워드 히스는 어니스트 베빈에게 다음과 같이 혹평을 했다. 
| “ | 옥새상서는 유력자(lord)도, 화장실(privy)도 아니고, 바다표범(seal)도 아닌 직책이다. the office holder is neither a lord, nor a privy, nor a seal | ” |

그러나 1873년에 그때까지의 국새상서 제도 자체가 폐지되었고, 옥새상서가 국새와 옥새를 모두 관리하게 되었다.
하지만 한직이라고 해도 경시할만한 자리는 아니며, ‘주요 각료’(Great Officer of State)로 등급을 매기는 대가령(Lord High Steward), 대법관(Lord High Chancellor), 대장경(Lord High Treasurer), 추밀원 의장(Lord President of the Council)에 이어 서열 5위이다. 또한 최근에는 추밀원 의장과 짝을 귀족원 또는 서민원의 원내 총무의 역할을 하는 경우가 많았다.
마거릿 대처 총리의 임기 말에 옥새상서는 종종 귀족원 의장 또는 서민원 의장이 임명되었다. 2003년부터는 서민원 원내 대표가 겸임하는 것이 관례가 되었고, 2014년부터는 상원 원내 대표가 겸임하고 있다.

## 옥새관 목록
- William Melton (1307-1312)
- Roger Northburgh (1312-1316)
- Thomas Charlton (1316-1320)
- Robert Baldock (1320-1323)
- Robert Wodehouse (1323)
- Robert Ayleston (1323-1324)
- William Airmyn (1324-1325)
- Henry Cliff (1325)
- William Herlaston (1325-1326)
- Robert Wyvell (1326-1327)
- Richard Airmyn (1327-1328)
- Adam Lymbergh (1328-1329)
- Richard Bury, Bishop of Durham (1329-1334)
- Robert Ayleston (1334)
- Robert Tawton (1334-1335)
- William de la Zouch (1335-1337)
- Richard Bintworth (1337-1338)
- William Kilsby (1338-1342)
- John Offord (1342-1344)
- Thomas Hatfield (1344-1345)
- John Thoresby (1345-1347)
- Simon Islip, 캔터베리 대주교 (1347-1350)
- Michael Northburgh (1350-1354)
- Thomas Bramber (1354-1355)
- John Winwick (1355-1360)
- John Buckingham, Bishop of Lincoln (1360-1363)
- William of Wykeham (1363-1367)
- Peter Lacy (1367-1371)
- Nicholas Carew (1371-1377)
- John Fordham (1377-1381)
- William Dighton (1381-1382)
- Walter Skirclaw, Bishop of Coventry and Lichfield (1382-1386)
- John Waltham, Bishop of Salisbury (1386-1389)
- Edmund Stafford, Bishop of Exeter (1389-1396)
- Guy Mone (1396-1397)
- Richard Clifford (1397-1401)
- Thomas Langley (1401-1405)
- Nicholas Bubwith (1405-1406)
- John Prophet (1406-1415)
- John Wakering, Bishop of Norwich (1415-1416)
- Henry Ware (1416-1418)
- John Kemp, Bishop of Rochester (1418-1412)
- John Stafford (1421-1422)
- William Alnwick, Bishop of Norwich (1422-1432)
- William Lyndwood, Bishop of St David's (1432-1443)
- Thomas Beckington, Bishop of Bath and Wells (1443-1444)
- Adam Moleyns, Bishop of Chichester (1444-1450)
- Andrew Holes (1450-1452)
- Thomas Lisieux (1452-1456)
- Laurence Booth, Bishop of Durham (1456-1460)
- Robert Stillington, Bishop of Bath and Wells (1460-1467)
- Thomas Rotheram, Bishop of Rochester (1467-1470)
- John Hales, Bishop of Coventry and Lichfield (1470-1471)
- Thomas Rotheram, Bishop of Rochester (1471-1474)
- John Russell, Bishop of Rochester, later Bishop of Lincoln (1473-1483)
- John Gunthorp (1483-1485)
- Peter Courtenay, Bishop of Exeter (1485-1487)
- Richard Fox, Bishop of Exeter, later Bishop of Bath and Wells, Bishop of Durham and Bishop of Winchester (1487-1516)
- Thomas Ruthall, Bishop of Durham (1516-1523)
- Henry Marney, 1st Baron Marney (1523)
- Cuthbert Tunstall, Bishop of London (1523-1530)
- 제1대 윌트셔 백작 토머스 불린 (1530-1536)
- 제1대 에식스 백작 토머스 크롬웰 1536-1540)
- 윌리엄 피츠 윌리엄 초대 사우 샘프턴 백작 (1540-1542)
- 존 러셀 (초대 베드포드 백작) (1542-1555)
- 윌리엄 패짓 초대 패짓 남작 (1555-1558)
- 윌리엄 세실 (초대 벌리 남작) (1571-1572)
- 윌리엄 하워드 (초대 에핑엄 하워드 남작) (1572-1573)
- 토마스 스미스 경(1573-1576)
- 프랜시스 월싱엄 (1576-1590)
- 윌리엄 세실 (초대 벌리 남작) (1590-1598)
- 로버트 세실 (초대 솔즈베리 백작) (1598-1608)
- 헨리 하워드 (초대 노 샘프턴 백작) (1608-1614)
- 로버트 카 (초대 서머싯 백작) (1614-1616)
- 에드워드 서머셋 (제4대 우스터 백작) (1616-1625)
- 존 코크 경(1625-1628)
- 로버트 노튼 경 (1628)
- 헨리 몬테규 (초대 맨체스터 백작) (1628-1642)
- 루샤스 캐리 (제2대 포클랜드 자작) (1643)
- 에드워드 니콜라스 경(1643-1644)
- Henry Bourchier, 5th Earl of Bath (1644-1654)
- John Robartes, 2nd Baron Robartes (1661-1673)
- 아서 아네스리 (초대 앵글시 백작) (1673-1682)
- 조지 사빌 (초대 핼리팩스 백작) (1682-1685)
- 헨리 하이드 (제2대 클랜든 백작) (1685-1687)
- 헨리 아룬 델 3대 워루다의 아룬델 남작 (1687-1688)
- 조지 사빌 (초대 핼리팩스 백작) (1689-1690)
- 위임 1690-1692
- 토마스 허버트 (제8대 펜 브룩 백작) (1692-1699)
- 존 라우저 (초대 론스 데일 자작) (1699-1700)
- 포드 그레이 초대 탱커빌 백작 (1700-1701)
- 위임1701-1702
- 존 셰필드 (초대 버킹엄 - 노먼 비 공) (1702-1705)
- 존 홀 초대 뉴캐슬 공작 (1705-1711)
- 존 로빈슨, Bishop of Bristol (1711-1713)
- 윌리엄 레그 (초대 다트머스 백작) (1713-1714)
- 토마스 워튼 (초대 와튼 백작) (1714-1715)
- 위임1715
- 찰스 스펜서 (제3대 선더랜드 백작) (1715-1716)
- 에벌린 피어폰트 초대 킹스턴 공 (1716-1718)
- 헨리 그레이 (초대 켄트 공작) (1718-1719)
- 에벌린 피어폰트 초대 킹스턴 공 (1720-1726)
- 토마스 트레버 초대 트레버 남작 (1726-1730)
- 제1대 윌밍턴 백작 스펜서 콤프턴 (1730-1731)
- 위임1731
- 윌리엄 카벤디쉬 (제3대 데본셔 공작) (1731-1733)
- 헨리 라우저 (제3대 론스 데일 자작) (1733-1735)
- 프랜시스 고 돌핀 (제2대 고 돌핀 백작) (1735-1740)
- 존 하비, 2대 남작 Hervey of Ickworth (1740-1742)
- 존 루손 - 고아, 2대 고어 남작 (1742-1743)
- 조지 챠무리 (제3대 챠무리 백작) (1743-1744)
- 존 루손 - 고아 (초대 고아 백작) (1744-1755)
- 제3대 말버러 공작 찰스 스펜서 (1755)
- 그란 빌 루손 - 고아, 2대 고어 백작 (1755-1757)
- 리처드 글렌 빌 - 템플 (제2대 템플 백작) (1757-1761)
- 위임1761
- 존 러셀 (4대 베드포드 공작) (1761-1763)
- 조지 스펜서 (제4대 말버러 공작) (1763-1765)
- 제1대 뉴캐슬 공작 토머스 펠럼홀스 (1765-1766)
- 제1대 채텀 백작 윌리엄 피트 (1766-1768)
- 조지 윌리엄 하비 5대 브리스톨 백작 (1768-1770)
- 조지 몬태규 - 덩크 2대 핼리팩스 백작 (1770-1771)
- 헨리 하워드, 12대 서퍽 백작 (1771)
- 제3대 그래프턴 공작 오거스터스 피츠로이 (1771-1775)
- 윌리엄 다리 (제2대 다트머스 백작) (1775-1782)
- 제3대 그래프턴 공작 오거스터스 피츠로이 (1782-1783)
- 프레데릭 하워드 (제5대 칼라일 백작) (1783)
- 찰스 마나즈 (제4대 러틀랜드 주 공작) (1783-1784)
- 위임1784
- 그란빌 루손 - 고아 (초대 스탠 후작) (1784-1794)
- 조지 스펜서 (제2대 스펜서 백작) (1794)
- 존 피트 (제2대 채텀 백작) (1794-1798)
- 존 페인 (제10대 웨스트 모어랜드 백작) (1798-1806)
- 제1대 시드머스 자작 헨리 애딩턴 (1806)
- 헨리 바샐 - 폭스 (제3대 홀랜드 남작) (1806-1807)
- 존 페인 (제10대 웨스트 모어랜드 백작) (1807-1827)
- 윌리엄 카벤디쉬 - 스콧 - 벤팅쿠 (제4대 포틀랜드 공작) (1827)
- 조지 하워드 (제6대 칼라일 백작) (1827-1828)
- 에드워드 로우 (초대 에렌보로 백작) (1828-1829)
- 제임스 세인트 클레어 - 어스킨 2대 로슬린 백작 (1829-1830)
- 존 라무톤 (초대 더럼 백작) (1830-1833)
- 제1대 리펀 백작 프레더릭 존 로빈슨 (1833-1834)
- 조지 하워드 (제6대 칼라일 백작) (1834)
- 콘스탄틴 핍스 제 2대 마루구레이부 백작 (1834)
- 제임스 스튜어트 - 워 토리 (초대 호완쿠리후 남작) (1834-1835)
- 존 폰슨비 (제4대 베스보로 백작) (1835-1840)
- 조지 빌리어스 (제4대 클랜든 백작) (1840-1841)
- 리차드 템플 - 누젠트 - 브리지 - 샨도스 - 글렌빌 (제2대 버킹엄 - 샨도스 공작) (1841-1842)
- 월터 몬태규 더글러스 스콧 (제5대 바쿠루 공작) (1842-1846)
- 토마스 해밀턴 (제9대 하딩톤 백작) (1846)
- 길버트 엘리엇 - 머레이 - 키닌 마운드 (제2대 민토 백작) (1846-1852)
- 제2대 솔즈베리 후작 제임스 개스코인세실 (1852)
- 조지 캠벨 (제8대 아가일 공작) (1853-1855)
- 더들리 라이더 2대 하로우비 백작 (1855-1858)
- Ulick John de Burgh, 1st Marquess of Clanricarde (1858)
- 찰스 필립 요크, 4대 하드윅 백작 (1858-1859)
- 조지 캠벨 (제8대 아가일 공작) (1859-1866)
- 제임스 해리스 (제3대 마무즈베리 백작) (1866-1868)
- 존 우드 하우스 (초대 킴벌리 백작) (1868-1870)
- 찰스 우드 (초대 핼리팩스 자작) (1870-1874)
- 제임스 해리스 (제3대 마무즈베리 백작) (1874-1876)
- 제1대 비컨즈필드 백작 벤저민 디즈레일리 (1876-1878)
- 아루쟈논 퍼시 (제6대 노섬 버랜드 공작) (1878-1880)
- 조지 캠벨 (제8대 아가일 공작) (1880-1881)
- 치 체스터 파킨슨 - 호테 스큐 (초대 컬링 포드 남작) (1881-1885)
- 제5대 로즈베리 백작 아치볼드 프림로즈 (1885)
- 더들리 라이더 3대 하로우비 백작 (1885-1886)
- 윌리엄 유어트 글래드스턴 (1886)
- 조지 헨리 캬도간 5대 캬도간 백작 (1886-1892)
- 윌리엄 유어트 글래드스턴 (1892-1894)
- 에드워드 습지 은행 (제2대 트위드 마우스 남작) (1894-1895)
- 리처드 크로스 (초대 크로스 자작) (1895-1900)
- 제3대 솔즈베리 후작 로버트 개스코인세실 (1900-1902)
- 아서 밸푸어 (1902-1903)
- 제4대 솔즈베리 후작 제임스 개스코인세실 (1903-1905)
- 제1대 리펀 후작 조지 로빈슨 (1905-1908)
- 로버트 크루 - 미룬즈 초대 크루 백작 (1908-1911)
- 로버트 윈 - 캐링턴 (초대 링컨 셔 후작) (1911-1912)
- 로버트 크루 - 미룬즈 (초대 크루 후작) (1912-1915)
- 조지 커즌 (초대 커즌 · 오브 · 케도루스톤 후작) (1915-1916)
- 데이비드 린지 (제27대 크로포드 백작) (1916-1919)
- 보너 로 (1919-1921)
- 오스틴 체임벌린 (1921-1922)
- 제1대 세실오브첼우드 자작 로버트 세실 (1922-1924)
- 존 로버트 쿠라인스 (1924)
- 제4대 솔즈베리 후작 제임스 개스코인세실 (1924-1929)
- 제임스 헨리 토마스 (1929-1930)
- 버논 하트 혼 (1930-1931)
- 토마스 존스톤 (1931)
- 윌리엄 웰 슬리 필 초대 껍질 백작 (1931)
- 필립 스노든 (초대 스노 든 자작) (1931-1932)
- 스탠리 볼드윈 (1932-1934)
- 앤서니 이든 (1934-1935)
- 찰스 베인 - 템페스트 - 스튜어트 (제7대 런던데리 후작) (1935)
- 제3대 핼리팩스 자작 에드워드 우드 (1935-1937)
- 허브랜드 색빌 (9대 델라워 백작) (1937-1938)
- 존 앤더슨 경 (1938-1939)
- 사뮤엘 호어 경 (1939-1940)
- 킹슬리 우드 경 (1940)
- 클레멘트 애틀리 (1940-1942)
- 스탠 크리프 경(1942)
- 로버트 개스코인 - 세실, 크랜버른 자작 (1942-1943)
- 제1대 비버브룩 남작 맥스 에이트켄 (1943-1945)
- 아서 그린우드 (1945-1947)
- 필립 인남 초대 인남 남작 (1947)
- 제1대 애디슨 자작 크리스토퍼 애디슨 (1947-1951)
- 어니스트 베빈 (1951)
- 리차드 스톡 (1951)
- 제5대 솔즈베리 후작 로버트 개스코인세실 (1951-1952)
- 해리 크룩 생크 (1952-1955)
- 러브 버틀러 (1955-1959)
- 퀸틴 호그 제2대 헤일샴 자작 (1959-1960)
- 에드워드 히스 (1960-1963)
- Selwyn Lloyd (1963-1964)
- Francis Aungier Pakenham, 7th Earl of Longford (1964-1965)
- Sir Frank Soskice (1965-1966)
- Francis Aungier Pakenham, 7th Earl of Longford (1966-1968)
- 에드워드 샤클턴, 샤클턴 남작 (1968)
- Fred Peart (1968)
- 에드워드 샤클턴, 샤클턴 남작 (1968-1970)
- 조지 제리코 (제2대 제리코 백작) (1970-1973)
- 데이비드 헤네시 (제3대 윈드 르 샴 남작) (1973-1974)
- 말콤 셰퍼드 (제2대 쉐퍼드 남작) (1974-1976)
- 프레드 퍼트, 퍼트 남작(1976-1979)
- 이안 길모어 경 (1979-1981)
- 험프리 앳킨스 (1981-1982)
- Janet Young, Baroness Young (1982-1983)
- John Biffen (1983-1987)
- John Wakeham (1987-1988)
- John Ganzoni, 2nd Baron Belstead (1988-1990)
- David Waddington, Baron Waddington (1990-1992)
- John Wakeham, Baron Wakeham (1992-1994)
- 크랜본 자작 로버트 개스코인세실 (1994-1997)
- 리처드 남작 아이버 리처드 (1997-1998)
- 제이오브패딩턴 여남작 마거릿 제이 (1998-2001)
- 윌리엄스오브모스틴 남작 가레스 윌리엄스 (2001-2003)
- 피터 헤인 (2003-2005)
- 제프 훈 (2005-2006)
- 잭 스트로 (2006-2007)
- 해리엇 하먼 (2007-2010)
- 조지 영 (2010-2012)
- 앤드루 란스리 (2012-2014)
- 스토웰오브비스턴 여남작 티나 스토웰 (2014-2016)
- 에반스오브보우스파크 여남작 나탈리 에반스 (2016-2022)
- 트루 남작 니콜러스 트루 (2022-2024)
- 스미스오브배질던 여남작 안젤라 스미스 (2024-현직)

## 같이 보기
- 랭커스터 공국상